# Ciudei, Storojineț
Ciudei, întâlnit și sub forma Ciudeiu (în ucraineană Чудей și în germană Czudyn) este un sat reședință de comună în raionul Storojineț din regiunea Cernăuți (Ucraina). Are 5,265 locuitori, preponderent români.
Satul este situat între râurile Ciudeiu și Siretul Mic, în partea de centru-sud a raionului Storojineț și în apropiere de frontiera româno-ucraineană. Are un sol fertil, fiind un sat de agricultori.

## Istorie
Localitatea Ciudei a făcut parte încă de la înființare din regiunea istorică Bucovina a Principatului Moldovei. Prima atestare documentară a satului datează din anul 1707.
În ianuarie 1775, ca urmare a atitudinii de neutralitate pe care a avut-o în timpul conflictului militar dintre Turcia și Rusia (1768-1774), Imperiul Habsburgic (Austria de astăzi) a primit o parte din teritoriul Moldovei, teritoriu cunoscut sub denumirea de Bucovina. După anexarea Bucovinei de către Imperiul Habsburgic în anul 1775, localitatea Ciudei a făcut parte din Ducatul Bucovinei, guvernat de către austrieci, făcând parte din districtul Storojineț (în germană Storozynetz). 
După Unirea Bucovinei cu România la 28 noiembrie 1918, satul Ciudei a făcut parte din componența României, în Plasa Flondoreni a județului Storojineț. Pe atunci, majoritatea populației era formată din români. În perioada interbelică, ființau în sat o instituție de cultură (Ateneul Român afiliat Societății pentru cultură și literatură română în Bucovina) și o instituție de binefacere (Societatea "Paupertatea"). De asemenea, Casa Asigurărilor Sociale din Cernăuți dispunea de servicii medicale în comună. Ciudei era o stațiune climatică de interes local, situată într-o regiune deluroasă. Turiștii soseau aici la gara din sat, aflată pe linia de cale ferată Carapciu pe Siret – Ciudei și se cazau în gospodăriile țărănești . 
Ca urmare a Pactului Ribbentrop-Molotov (1939), Bucovina de Nord a fost anexată de către URSS la 28 iunie 1940. Bucovina de Nord a reintrat în componența României în perioada 1941-1944, fiind reocupată de către URSS în anul 1944 și integrată în componența RSS Ucrainene. Instalarea puterii sovietice a fost însoțită de ucideri, deportări și colectivizare forțată. Monumentul victimelor regimului sovietic, situat în curtea Bisericii, include listele victimelor supuse represiunilor sovietice în 1940-1941, 1944-1553 (150 persoane), locuitorilor comunei Ciudei împușcați în anii 1944-1945 de către „miliția populară” (9 persoane) și locuitorilor comunei Ciudei dați dispăruți în perioada 1940-1946 (3 persoane) . Autoritățile sovietice au schimbat denumirea satului în cea de Mejdurechie (în ucraineană Межиріччя), revenind la vechea denumire în anul 1995.
Începând din anul 1991, satul Ciudei face parte din raionul Storojineț al regiunii Cernăuți din cadrul Ucrainei independente. Conform recensământului din 1989, numărul locuitorilor care s-au declarat români plus moldoveni era de 3.523 (3.448+75), adică 80,98% din populația localității. În sat, mai locuiau 645 ucraineni, 137 ruși, 23 poloni, 1 evreu și 21 de altă etnie . În prezent, satul are 5.265 locuitori, preponderent români.
La 21 noiembrie 2012 deputații Consiliului Sătesc al Ciudeiului au adoptat hotărârea de oficializare a limbii române în localitate (statut de limbă regională) .

## Demografie
Componența lingvistică a localității Ciudei
     Română (82,24%)
     Ucraineană (13,56%)
     Rusă (3,93%)
     Alte limbi (0,27%)
Conform recensământului din 2001, majoritatea populației localității Ciudei era vorbitoare de română (82,24%), existând în minoritate și vorbitori de ucraineană (13,56%) și rusă (3,93%).
1930: 3.777 (recensământ)
1989: 4.350 (recensământ)
2001: 5.265 (recensământ)
Conform paginii informative a Radei Supreme ucrainene numărul populației în prezent ar constitui 5937 persoane 

### Recensământul din 1930
Componența etnică a comunei Ciudei (județul Storojineț)
     Români (63,11%)
     Germani (16,32%)
     Evrei (15,03%)
     Ruteni (1,27%)
     Polonezi (2,09%)
     Altă etnie (2,18%)
Componența confesională a comunei Ciudei
     Ortodocși (64,97%)
     Romano-catolici (17,97%)
     Mozaici (15,09%)
     Greco-catolici (1,03%)
     Altă religie (0,94%)
Conform recensământului efectuat în 1930, populația comunei Ciudei se ridica la 3.777 locuitori. Majoritatea locuitorilor erau români (63,11%), cu o minoritate de germani (16,32%), una de evrei (15,03%), una de ruteni (1,27%) și una de polonezi (2,09%). Alte persoane s-au declarat: cehi\slovaci (1 persoană), ruși (21 de persoane) și maghiari (1 persoană). Din punct de vedere confesional, majoritatea locuitorilor erau ortodocși (64,97%), dar existau și romano-catolici (17,97%), mozaici (15,09%) și greco-catolici (1,03%). Alte persoane au declarat: evanghelici\luterani (5 persoane), baptiști (15 persoane), altă religie (14 persoane) și fără religie (1 persoană).

## Educație
Funcționează 3 școli: două cu predare în limba română (medie și medie incompletă) și una cu predare în limba ucraineană (medie), precum și două grădinițe de copii . 

## Economie
Tradiițional activitățile economice de bază erau legate de pământ (cultivarea plantelor și creșterea animalelor) și de păduri (tăierea și prelucrarea lemnului). Până la ocuparea teritoriului de către sovietici erau dezvoltate și meșteșugurile tradionale românești (cojocărit, rotărit, covălit, botnărit, țesut, cusut etc.). În ultima perioadă se dezvoltă mai mult serviciile, inclusiv de către persoane care investesc bani câștigați peste hotare. În prezent există ocol silvic, un centru și mai multe unități mai mici pentru prelucrarea lemnului, 3 întreprinderi agricole, 2 unități în industria ușoară, 6 unități de prstare a serviciilor, o bază auto, două piețe – de mărfuri și de animale, 33 magazine, 8 localuri de alimentație publică (cafenele, restaurante, pizzerii) ș.a. 

## Personalități
- Constantin Bândiu (n. 1927) - membru de onoare al Academiei de Științe Agricole și Silvice din România [9]
- Mihail Burla (n. 1957) - om politic din Transnistria, deputat în Parlamentul regiunii separatiste, profesor de geografie la Universitatea de Stat din Tiraspol
- Afanasie Macurov (1825-1905) - mitropolit a Bisericii Ortodoxe de Rit Vechi de Fântâna Albă;
- Constantin Martiniuc (1915 - 1990), geograf, profesor universitar și cel mai reprezentativ geomorfolog și întemeietor de școală în acest domeniu la Universitatea ieșeană;
- Maria Rusescu (n. 1936), pictor.

## Obiective turistice
- Biserica "Sf. Nicolae" - construită din piatră și cărămidă între anii 1883-1885 [10]
- Monumentul victimelor regimului sovietic
- Monumentul eroilor
- Clădirea școlii ucrainene - construită la începutul secolului al XX-lea și în care au funcționat: Tribunalul Districtual, Jandarmeria, Închisoarea, Inspectoratul Fiscal, iar astăzi funcționează școala ucraineană [11].